# Quest for Glory
Quest for Glory è una serie di avventure grafiche/videogiochi di ruolo sviluppata da Corey e Lori Ann Cole. La serie combina humor, rompicapo con una ambientazione intrisa di leggende e tradizioni medioevali con contaminazioni fantasy. La trama curata e gli enigmi interessanti resero la serie molto popolare.
Inizialmente la serie fu chiamata Hero's Quest, ma Sierra non riuscì a registrare il nome dato che il nome era già utilizzato dalla serie di giochi da tavolo HeroQuest. Questo costrinse la Sierra a cambiare il titolo della serie in Quest for Glory. Tutte le ristampe di Hero's Quest I dovettero essere rinominate.
La serie consta in cinque capitoli e due antologie. Nel luglio 2018 è stato pubblicato dagli stessi autori Hero-U: Rogue to Redemption, ambientato nello stesso mondo fantastico ma slegato dalla serie principale.

## Videogiochi
- Quest for Glory I: So You Want to Be a Hero (1989, revisione con grafica VGA nel 1991)
- Quest for Glory II: Trial by Fire (1990)
- Quest for Glory III: Wages of War (1992)
- Quest for Glory IV: Shadows of Darkness (1994)
- Quest for Glory V: Dragon Fire (1998)

## Raccolte
- Quest for Glory Anthology (1996) una raccolta comprendente i primi quattro videogiochi. Il quarto episodio era stato aggiornato per evitare i problemi con il sistema anticopia che aveva creato molti disagi alle prime versioni del gioco. La versione del primo capitolo era quella con grafica VGA.
- Quest for Glory Collection Series (1997) rilascio della raccolta QFG Anthology con la demo Dragon Fire e una demo della colonna sonora.